# ساوت بوردمن (میشیگان)
ساوت بوردمن (به انگلیسی: South Boardman) یک منطقهٔ مسکونی در ایالات متحده آمریکا است که در شهرستان کالکاسکا، میشیگان واقع شده‌است. ساوت بوردمن ۵۳۶ نفر جمعیت دارد و ۳۰۶٫۹۴ متر بالاتر از سطح دریا واقع شده‌است.